# Randers Kunstmuseum
Lo Randers Kunstmuseum è un museo d'arte danese situato a Randers, nello Jutland nord-orientale. 

## Descrizione

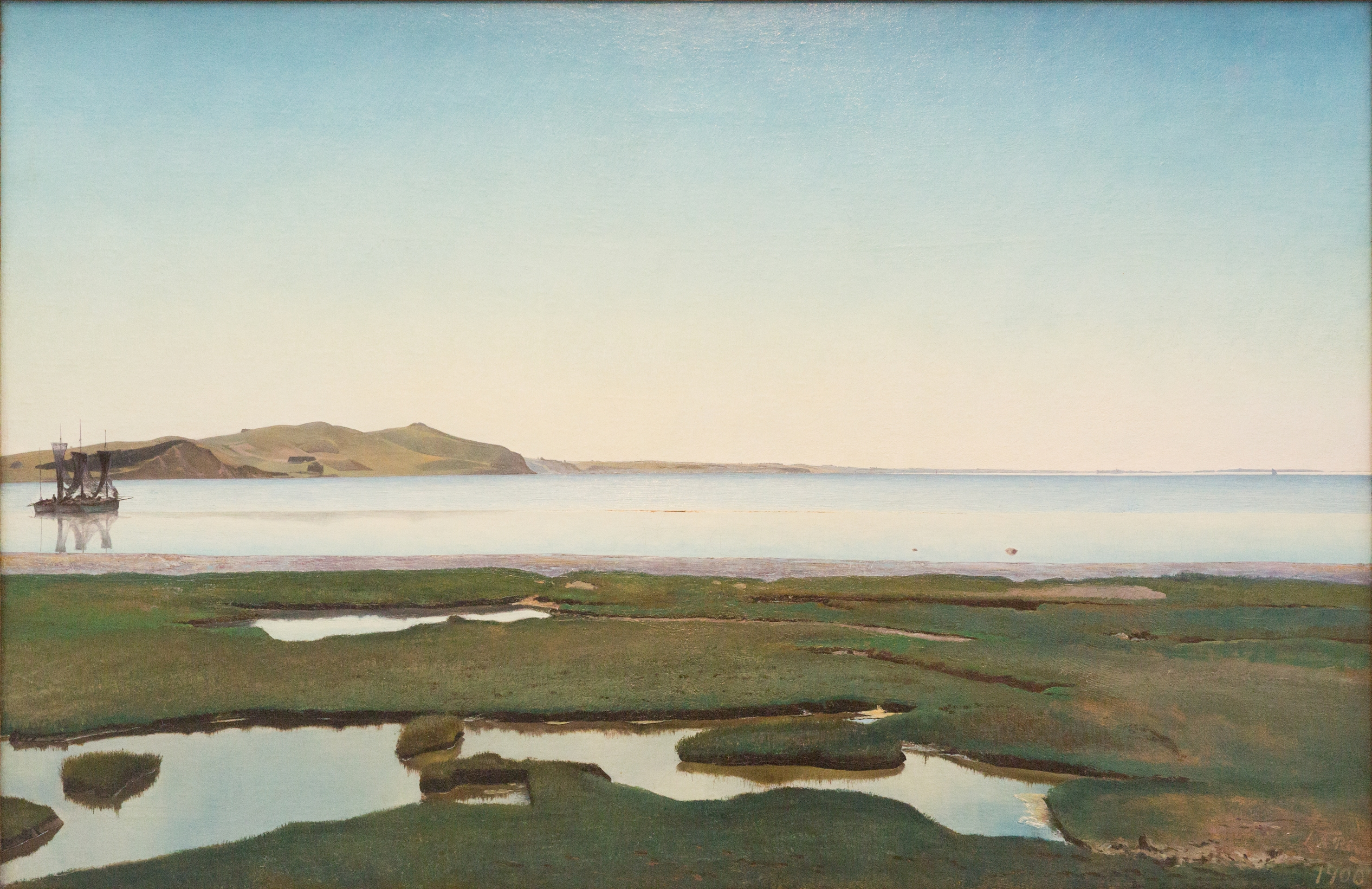
Sommerdag ved Roskilde Fjord di L.A. Ring

Il museo si trova nel centro culturale di Kulturhuset (La casa della cultura), nel centro della città e ha in esposizione molte opere di pittori danesi, in particolare modo risalenti al XIX e XX secolo.
Fondato nel 1887, il museo ha una collezione di oltre 4 000 dipinti, tra cui le opere degli artisti danesi Christoffer Wilhelm Eckersberg, Christen Købke, Vilhelm Hammershøi e L.A. Ring. Tra gli artisti rappresentati nel XX secolo vi sono Vilhelm Lundstrøm, Wilhelm Freddie e Asger Jorn.